# آکپو سوده
آکپو سوده (انگلیسی: Akpo Sodje؛ زادهٔ ۳۱ ژانویهٔ ۱۹۸۰) بازیکن فوتبال اهل بریتانیا است.
از باشگاه‌هایی که در آن بازی کرده‌است می‌توان به باشگاه فوتبال شفیلد ونزدی، باشگاه فوتبال مارگیت، باشگاه فوتبال چارلتون اتلتیک، باشگاه فوتبال پرستون نورث اند، باشگاه فوتبال کویینز پارک رنجرز، باشگاه فوتبال دارلینگتون، باشگاه فوتبال ترانمره راورز، باشگاه فوتبال مکلسفیلد تاون، باشگاه فوتبال اسکانتورپ یونایتد، باشگاه فوتبال تیانجین تایگرز، باشگاه فوتبال هیبرنین، باشگاه فوتبال ابسفلیت یونایتد، باشگاه فوتبال استیونج، باشگاه فوتبال هیبریج، باشگاه فوتبال هادرزفیلد تاون، باشگاه فوتبال اریث و بلودر، و باشگاه فوتبال پورت ویل اشاره کرد.